# Église Notre-Dame de Brennilis
Pour les articles homonymes, voir Église Notre-Dame et Notre-Dame.
L'église Notre-Dame et son enclos paroissial sont un ensemble architectural datant du XVe siècle (1485) situé à Brennilis (Finistère).
L'éminent chanoine Abgrall au début du XIXe siècle la considérait comme l'une des plus belles en ce qui concerne l'architecture et des plus riches pour sa statuaire.

## Intérieur
- le calvaire et son groupe de N.-D. de Piété, œuvre de Roland Doré (XVe siècle) ;
- la statuaire ancienne et de très grande qualité, dont Notre-Dame de Breac-Ellis dans une niche à volets ; elle tient dans ses bras l'Enfant Jésus qui, lui, porte le globe du monde. À ses pieds, une femme-serpent apparaît, une pomme à la main. Sa queue et la tresse de la Vierge s'entrelacent. Sur le bord supérieur de la niche on peut lire : « Notre-Dame de Breac-Ellis » (« Notre-Dame du Marais des Enfers ») ;
- les 2 retables du maître autel (XVIIe siècle), et de la chapelle Sud (XVIe siècle), tous deux superbement sculptés ;
- les vitraux de l'abside (XVe siècle) ;
- la Croix d'argent (1650).

Une pierre gravée, dans le chœur, porte l'inscription :
« Yves Toux. Procureur. L'an mil CCCC IIII XX cinq (1485) commencement de cette chapelle »

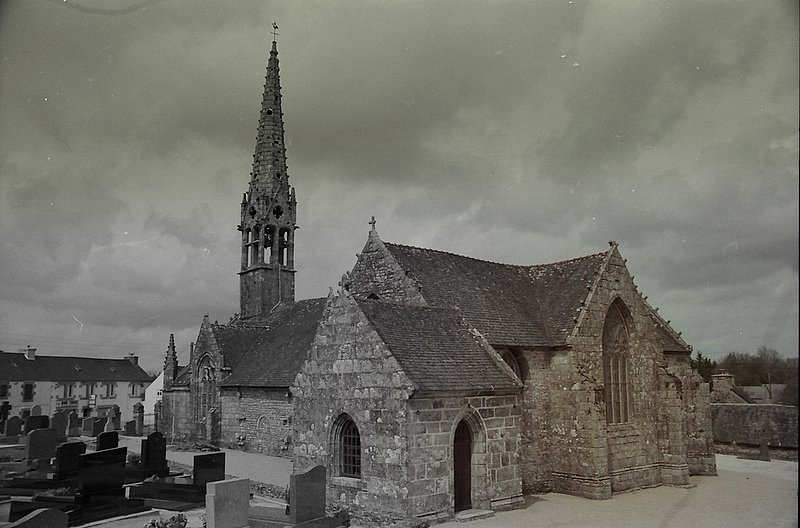
Le chevet de l'église.
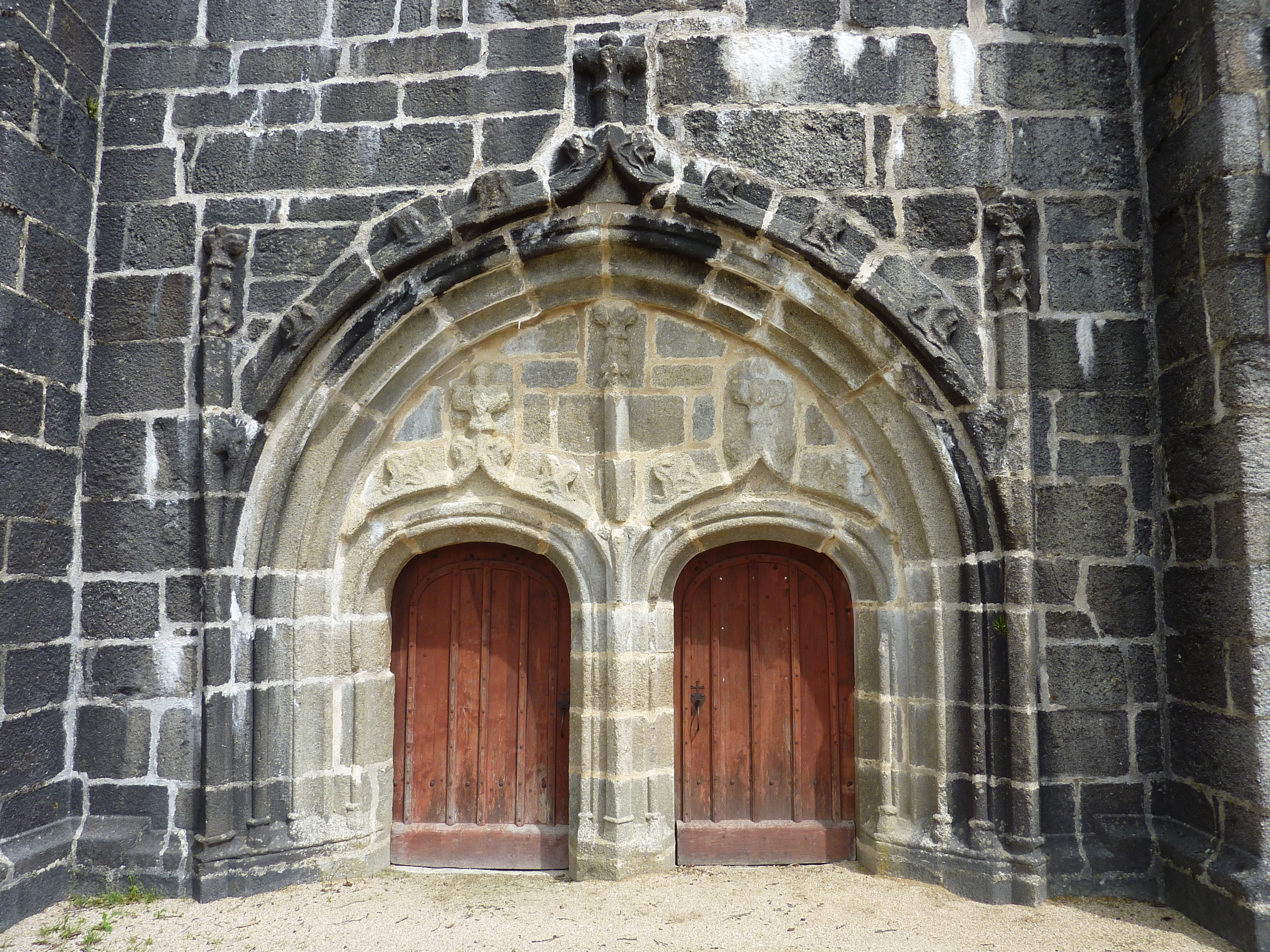
Le portail occidental.

## Le pardon
Jusque dans la décennie 1960, le premier lundi de mai était le jour du pardon. Tous les paroissiens venaient rendre visite à Notre-Dame de Brennilis. De l'aube jusqu'à la nuit tombée, ils faisaient en marchant, voire à genoux, le tour de l'église, à l'intérieur ou à l'extérieur, afin d'expier leurs péchés. Ce pardon mêlait donc des survivances païennes au rituel chrétien.